# Nina Løseth
Nina Haver-Løseth, norveška alpska smučarka, * 27. februar 1989, Ålesund, Norveška.
Svoj prvi nastop v svetovnem pokalu je zabeležila februarja leta 2006. Svoje prve stopničke v  svetovnem pokalu je osvojila na slalomski preizkušnji januarja v Zagrebu leta 2015. Januarja 2016 pa je na slalomski tekmi v Santa Caterini osvojila svojo prvo zmago v svetovnem pokalu, s tem je postala prva norveška smučarka, ki je zmagala na slalomski preizkušnji v svetovnem pokalu od Trine Bakke skoraj 16 let pred njo. Leta 2007 je na Svetovnem prvenstvu v Areju na švedskem osvojila najboljše rezultate med Norvežankami in zabeležila 30. mesto v veleslalomu in 10. v slalomu.
Ima tudi dve sestri Leno in Mono, ki sta prav tako alpski smučarki.

## Dosežki v svetovnem pokalu

### Sezonski rezultati
| Sezona | Starost | Skupno | Slalom | Vele Slalom | Super G | Smuk | Kombinacija |
| ------ | ------- | ------ | ------ | ----------- | ------- | ---- | ----------- |
| 2006   | 16      | 116    | 52     | —           | —       | —    | —           |
| 2007   | 17      | 59     | 20     | 44          | —       | —    | —           |
| 2008   | 18      | 37     | 10     | 41          | —       | —    | —           |
| 2009   | 19      | 85     | 30     | —           | —       | —    | —           |
| 2010   | 20      | 101    | 41     | —           | —       | —    | —           |
| 2011   | 21      |        |        |             |         |      |             |
| 2012   | 22      |        |        |             |         |      |             |
| 2013   | 23      | 56     | 24     | 47          | —       | —    | —           |
| 2014   | 24      | 22     | 12     | 17          | —       | —    | —           |
| 2015   | 25      | 23     | 10     | 21          | —       | —    | —           |
| 2016   | 26      | 9      | 8      | 6           | —       | —    | —           |

### Stopničke v svetovnem pokalu
- 1 zmaga – (1 Slalom)
- 7 stopničk – (4 Slalom, 2 Veleslaom, 1 Paralelni slalom)

| Sezona | Datum             | Lokacija                | Disciplina       | Mesto |
| ------ | ----------------- | ----------------------- | ---------------- | ----- |
| 2015   | 4. januar 2015    | Zagreb, Hrvaška         | Slalom           | 3.    |
| 2016   | 13. december 2015 | Åre, Švedska            | Slalom           | 3.    |
| 2016   | 20. december 2015 | Courchevel, Francija    | Veleslalom       | 2.    |
| 2016   | 5. januar 2016    | Santa Caterina, Italija | Slalom           | 1.    |
| 2017   | 26. november 2016 | Killington, ZDA         | Veleslalom       | 2.    |
| 2017   | 10. januar 2017   | Flachau, Avstrija       | Slalom           | 2.    |
| 2017   | 31. januar 2017   | Stockholm, Švedska      | Paralelni slalom | 3.    |